# 拉斐尔·瓦拉内
拉斐尔·格扎维埃·瓦拉内（法語：Raphaël Xavier Varane，法語發音：[ʁafaɛl ɡzavje vaʁan]；1993年4月25日—），出生於法國里爾，是一名已退役的馬提尼克裔法國職業足球員，世界最佳中后卫之一。

## 球會生涯

### 早年
7歲就開始了足球生涯，他在法國的訓練中心初露頭角，之後迅速成長。

### 朗斯
華拉尼最初在朗斯開始成名，17歲的時候完成法甲首秀，2010/11賽季進入球星行列。

### 皇家馬德里
華拉尼在朗斯的表現引起摩連奴的注意，遂在2011年6月與這名小將簽下一份六年的合約，轉會費為1千萬歐元，加盟時獲得19號球衣，首場賽事為友賽洛杉磯銀河﹔其首個進球在主場對瓦倫西亞的西甲聯賽攻入，成為皇馬史上最年輕取得進球的外援球員（18歲又152天）。
2012至13年球季，華拉尼改穿2號球衣，在2013年1月30日的西班牙国王杯半决赛第一轮皇家马德里主场对阵巴塞羅那的比赛中多次做出关键抢断和封堵，并打入扳平球，保留了皇马晋级的希望。其後在第二輪再打入頭球，協助皇馬以總比數4-2擊敗巴塞羅那晉級決賽，兩輪西班牙國家德比的精彩表現，令華拉尼一夜成名，並力壓佩佩搶得正選位置，但是下半年開始再度改為板凳球員替補出場。雖然因為經驗與穩定性問題無法成為先發，但是所有人都相信瓦拉內是佩佩與拉莫斯退役後皇馬未來10年最重要的後防屏障。
2014年歐洲冠軍聯賽決賽，華拉尼臨危受命代替受傷的佩佩擔任正選中堅並踢滿全場，協助皇馬加時大勝同城宿敵馬德里競技4-1，捧走球會史上第十座歐冠獎盃。

### 曼聯
2021年7月26日，曼聯與皇家馬德里達成共識，以3400萬鎊轉會費，另加流動條款的方式簽入華拉尼。據報華拉尼將會與曼聯簽約4年至2025年，另加1年自動續約條款。
2024年7月28日，合約到期的瓦拉內離開曼聯，轉戰剛從義乙升班上來義甲的科莫。

### 科莫
2024年8月11日，效力科莫的第一場對上義乙的桑普多利亞義大利盃賽中傷了膝蓋，而後因為傷勢過於嚴重，科莫註銷了他的球員資格。
2024年9月25日，因大小傷勢不斷，瓦拉內宣布退役，正式結束他的職業足球生涯。

## 國家隊生涯
2013年初的優異表現，令華拉尼獲得法國隊教練德尚的徵召，並在2014年世界盃歐洲區外圍賽對格魯吉亞的賽事中完成國家隊首秀，以3-1取勝。
在2014年世界盃外圍賽歐洲區第二輪逆轉烏克蘭一役後，主教練德尚確立了2014年世界盃以華拉尼和為主的年輕中衛陣容，然而這屆賽事卻是華拉尼生涯至今為數不多的遺憾之一，他在八強賽與曉姆斯爭頂高空球失利，並直接導致了令法國隊以0-1被淘汰出局的入球。
在2014年10月14日面對亞美尼亞的友誼賽，華拉尼在马图伊迪下場後接過隊長袖標，成為法國歷史上最年輕的隊長。同年的11月18日，瓦拉內在對瑞典的比賽更直接以先發隊長的身分上場，並攻入全場唯一一粒進球；這同時也是華拉尼替國家隊打進的首個入球。
華拉尼入選法國征戰2018年世界盃的名單，為後防的主力球員，最後法國隊贏得比賽，再次舉起大力神杯。
2021年6月，華拉尼代表法國國家隊出戰2020年歐洲杯。
2022年11月，華拉尼入選法國最終26人名單出戰2022年世界盃。
2023年2月2日，華拉尼於社交平台宣布退出法國國家隊。

## 國家隊入球
| #  | 日期       | 比賽場地                             | 對手   | 比分 | 賽果 | 賽事                       |
| -- | ---------- | ------------------------------------ | ------ | ---- | ---- | -------------------------- |
| 1. | 2014.11.18 | 法國馬賽韋洛德羅姆球場               | 瑞典   | 1–0  | 1–0  | 友誼賽                     |
| 2. | 2015.03.26 | 法國聖坦尼法蘭西體育場               | 巴西   | 1–0  | 1–3  | 友誼賽                     |
| 3. | 2018.07.06 | 俄羅斯下諾夫哥羅德下諾夫哥羅德體育場 | 乌拉圭 | 1–0  | 2–0  | 2018年國際足協世界盃淘汰賽 |

## 技術特質
前法国后卫弗兰克·勒伯夫认为瓦拉内有潜力比皇家马德里传奇费尔南多·耶罗做得更好，他对记者说，“很多人把他比作耶罗是因为他的技术，但是在身体上，他更强壮，速度更快。”费尔南多·耶罗和何塞·穆里尼奥将瓦拉内列为最好的后卫之一。

## 榮譽
皇家馬德里
- 西甲冠軍：2011–12，2016–17，2019–20
- 西班牙國王盃冠軍：2013–14[6]
- 西班牙超級盃冠軍：2012，2017[7]，2019–20
- 歐冠冠軍：2013–14，2015–16，2016–17，2017–18
- 歐洲超級盃冠軍：2014，2016，2017
- 世俱杯冠軍：2014，2016，2017，2018

曼聯
- 英格兰联赛盃冠軍：2022–23[8]
- 英格蘭足總盃冠軍 : 2023–24[9]

法國國家隊
- 世界杯冠軍：2018，亞軍：2022
- 欧国联冠軍：2020–21

### 個人
- 法國榮譽軍團勳章騎士級：2018年

## 外部連結
- Soccerway資料庫：拉斐尔·瓦拉内
- 拉斐爾·華拉尼於皇家馬德里球員簡歷 （英文）
- 拉斐爾·華拉尼 （页面存档备份，存于）於法國足總球員簡歷 （法文）